# スワニー川
スワニー川（スワニーがわ、英語: Suwannee River）は、アメリカ合衆国のジョージア州からフロリダ州へ流れる川である。フォスターの歌『故郷の人々』の歌詞に出てくるので、日本でもおなじみの川である。

## 概要

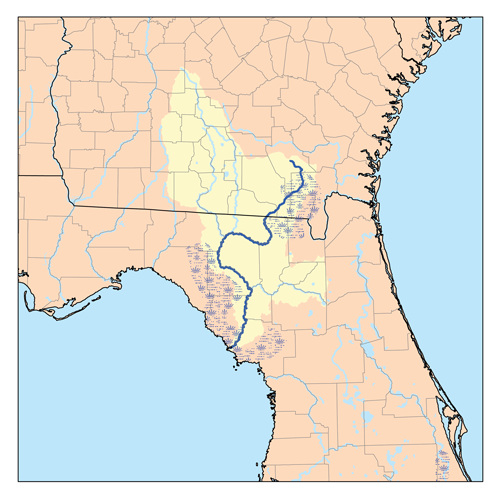
スワニー川の地図。ジョージア州（上の州）からフロリダ州へ流れて、メキシコ湾（左下の海）へそそぐ。

スワニー川（英語: Suwannee River）はアメリカ合衆国のジョージア州南部からフロリダ州北西部へ流れ、メキシコ湾へそそぐ川である。全長は396キロメートル。
この川はジョージア州のオークフェノキー湿地（Okefenokee Swamp|）に源流があり、全体に平地を流れる緩やかな川だが、フロリダ州へ入る所のみではホワイトウォーターの激流になる。

## フォスターとガーシュインの歌

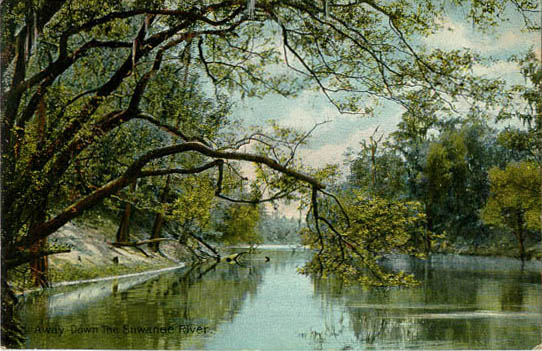
1907年の絵葉書「はるかなるスワニー川」

フォスターの歌『故郷の人々』（原題：Old Folks at Home）の日本でもよく歌われる日本語歌詞に次のように出てくるので、日本でもおなじみの川である。
「はるかなるスワニー川．．．」

（"Way down upon de Swanee Ribber ... "）

フォスターの歌詞では「Suwannee」が「Swanee」となっている。
ジョージ・ガーシュウィンが1919年に作って、よく知られた歌「スワニー」、歌詞はアーヴィング・シーザー）でもやはり「Swanee」としている。